# Route régionale 32 (Sénégal)
Pour les articles homonymes, voir R32.
La route régionale 32 ou R32 est une route régionale du Sénégal qui relie Meckhe et Bambey en passant par Touba Kane et Baba Garage.

## Description
La R32 date de 1939 et est longue de 54 km. Elle relie les régions de Thiès et de Diourbel, et son prolongement permet de rallier Fatick en passant par Niakhar.
L'état actuel de la route, qui est toujours en état de piste, constitue un frein au développement socio-économique des communes telles que Koul, Baba Garage,  Mérina Dakhar et Keur Samba Kane.
Elle constitue la principale doléance des populations qui souhaitent son bitumage depuis longtemps. Elle a fait l'objet de promesses électorales de la part des gouvernements de Léopold Sédar Senghor, de Abdou Diouf, de Abdoulaye Wade et récemment de Macky Sall.